# NGC 3756
NGC 3756 ist eine Balken-Spiralgalaxie vom Hubble-Typ SBbc im Sternbild Großer Bär am Nordsternhimmel. Sie ist schätzungsweise 62 Millionen Lichtjahre von der Milchstraße entfernt und hat einen Durchmesser von etwa 75.000 Lichtjahren. Gemeinsam mit acht weiteren Galaxien bildet sie die NGC 3898-Gruppe (LGG 250).

Im selben Himmelsareal befinden sich u. a. die Galaxien NGC 3733, NGC 3738, NGC 3759, IC 2943.
Die Typ-IIP-Supernova SN 1975T wurde hier beobachtet.
Das Objekt wurde am 14. April 1789 vom deutsch-britischen Astronomen William Herschel entdeckt.